# Eduardo Ángel Elizondo Lozano
Eduardo Ángel Elizondo Lozano (7 de diciembre de 1922 - 24 de febrero de 2005) fue un político y abogado mexicano, miembro del Partido Revolucionario Institucional que fue gobernador de Nuevo León de 1967 a 1971.

## Gobernador de Nuevo León (1967-1971)
Eduardo Elizondo fue abogado egresado de la Universidad Autónoma de Nuevo León (UANL), fue Tesorero del Estado en 1961 al inicio del gobierno de Eduardo Livas Villarreal y en mayo de 1965 fue elegido Rector de la Universidad Autónoma de Nuevo León, cargo que ejercía al ser postulado candidato del Partido Revolucionario Institucional a Gobernador de Nuevo León en marzo de 1967, electo, asumió el cargo el 4 de octubre del mismo año.

### Conflicto y Huelga con la Universidad Autónoma de Nuevo León
En 1971 promulgó una nueva ley orgánica para la UANL, que fue ampliamente rechazada por los sectores estudiantiles y académicos de esta, que resolvieron declarar una huelga e iniciar una serie de protestas, lo que motivó a los estudiantes del país a manifestarse incluyendo a los del Distrito Federal el 10 de junio de 1971, Estas manifestaciones fueron brutalmente reprimidas, lo que provocó la denominada Matanza del Jueves de Corpus. La matanza dio lugar a un conflicto político por el cual se vio obligado a renunciar a la gubernatura en 1971, habiendo ejercido únicamente tres años y ocho meses de su cargo. 
En 1998 le fue concedida la Presea Estado de Nuevo León. Su hijo, Fernando Elizondo Barragán, también ha sido miembro del Partido Revolucionario Institucional aunque después fue gobernador interino de Nuevo León en 2003, durante el gobierno de Fernando Canales Clariond del Partido Acción Nacional.